# 太田市運動公園
太田市運動公園（おおたしうんどうこうえん）は、群馬県太田市にある太田市立の都市公園（運動公園）である。施設は太田市が所有し、運営管理も太田市が行っている。

## 施設

### 陸上競技場
1974年3月に完成。走路は8レーンの日本陸上競技連盟第3種公認競技場。照明設備は簡素なもので照度が低く、ナイターの公式戦開催は不可能。ジャパンラグビートップリーグに所属するパナソニック ワイルドナイツの主催試合が例年開催されている。また、1992年のJリーグカップ公式戦（東日本JR古河（現：ジェフユナイテッド市原・千葉）×鹿島アントラーズ）の開催実績を有する。
　2022年からは高円宮杯JFA U-18サッカープレミアリーグに所属する桐生第一高校のホームスタジアムとして使用されている。
- 収容人数：20,000人（メインスタンド：5,000人、バックスタンド：15,000人）

### 野球場
1979年開場。以来、アマチュア野球公式戦が行われているが、硬式野球においては専ら社会人野球で使用されており、高校野球が行われることはほとんどない。また、市内に活動拠点を置くSUBARU硬式野球部の練習グラウンドとしても使用されている。2002年に改修され、群馬県内の野球場として初の全面人工芝となった。老朽化に伴い、全面的な改修工事が実施された。
2008年にベースボール・チャレンジ・リーグに加盟した群馬ダイヤモンドペガサスが、2014年まで公式戦の一部を開催した。チームは2014年に高崎市城南野球場を本拠地と定め、翌2015年から2017年までは太田での公式戦開催がなくなったが、前記の改修工事が完成した2018年8月5日に4年ぶりに試合が開催された。
- 両翼：100 m、中堅：122 m
- 内外野：人工芝
- スコアボード：電光式（LED）
- 照明設備：6基（192灯）
- 収容人員：10,000人（内野：ベンチ席 3,300人、外野：芝生 6,700人）

### サッカー・ラグビー場
1976年に完成したサッカー・ラグビー専用スタジアム。両毛広域都市圏に属する市町村の住民は太田市民と同等の条件で利用可能。
- ピッチ - 人工芝
- 収容人数 - 800人

### サブグラウンド
軟式野球場として1面、少年野球場またはソフトボール場として2面の使用が可能。サッカー場や陸上競技場としても使用される。フィールドは野球使用時の内野がクレーで、外野部分は天然芝。
- フィールド - クレー（内野）、天然芝（外野）
- 収容人数 - 2,000人（全席芝生席）
- 得点板（野球用） - 2台
- 照明設備
- ボールカウント表示装置

### 市民体育館
1981年に開館。
- アリーナ
  - バレーボール4面、バスケットボール3面 、バドミントン12面
  - 観覧席1,132席
  - 一階ロールバック855人収容
- 主な大会・イベント 
  - B.LEAGUE・群馬クレインサンダーズがホームゲームで使用している[2]。
  - V.LEAGUEの公式戦も開かれている。
  - 2013年8月10日に太田市出身のプロボクサー天笠尚の試合が行われた。

### その他
- 弓道場
- 武道館
- 児童用遊具設備

## 太田市総合体育館
太田市総合体育館(おおたしそうごうたいいくかん)は太田市運動公園内に建設された総合体育施設。
開業当初から命名権導入により、「オープンハウスアリーナ太田（オープンハウス・アリーナ・オオタ、英語: OPEN HOUSE ARENA OTA）」の名称が使用されている(詳細後述)。

### 概要
B.LEAGUE・群馬クレインサンダーズのホームアリーナとしての使用を中心に、市民のスポーツ練習場やマルシェや音楽イベントなどの開催を想定している。
太田市運動公園で新体育館の建設が計画され、2021年7月に着工を開始。群馬クレインサンダーズを誘致した太田市が本建設事業の主体となり、オーナーのオープンハウスは太田市の地方創生応援税制（企業版ふるさと納税）を活用して総工費の一部を負担する。。現体育館に隣接するサブグラウンドに建設され、総工費は78億5千万円となる。建設中の2022年12月には管理・運営を行う「指定管理者」が、群馬クレインサンダーズの運営会社である「群馬プロバスケットボールコミッション」の子会社にあたる「株式会社群馬シティマネジメント」に決定した。管理指定期間は2023年4月1日から2028年3月31日までの5年間。
2023年4月6日に完成し、2023年4月15日に予定より一週間早く杮落としとして、群馬クレインサンダーズ対宇都宮ブレックス戦が行われ、地元群馬が宇都宮を下して勝利した。

### 施設
収容人数は5,000人。センタービジョンは縦4.25メートル、横7.5メートルのメインビジョンを中心に14面設置され、その全てが独立して上下に可動することができ、このタイプのビジョンは日本初となる。総面積は6100インチと国内屋内アリーナ最大のビジョンとなる。また、エルアコースティック社製のサウンドシステムが導入され、天井には50機のスピーカーと24機のサブウーハーが設置されており、日本トップクラスの音響設備を備える。
2022年度に経済産業省及びスポーツ庁が進める「多様な世代が集う交流拠点としてのスタジアム・アリーナ」に選定されたほか、2024年度にはグッドデザイン賞を受賞している。

### 施設命名権
| 命名権による呼称     | 契約企業                                   | 契約料年額（万円） | 契約期間                   |
| -------------------- | ------------------------------------------ | ------------------ | -------------------------- |
| OPEN HOUSE ARENA OTA | 株式会社オープンハウス・ディベロップメント | 1,000(税別)        | 2023年4月1日-2026年3月31日 |

#### オープンハウスアリーナ太田
建設中だった2022年12月13日、ネーミングライツスポンサーがオープンハウスグループの中核企業であるオープンハウス・ディベロップメントに決定し、愛称を「OPEN HOUSE ARENA OTA（オープンハウス・アリーナ・オオタ)」とすることが発表された。略称は「オプアリ」。契約期間は2023年4月1日-2026年3月31日の3年間で契約料は年額1000万円（消費税及び地方消費税を除く）。

## アクセス
- 鉄道
  - 東武小泉線竜舞駅より徒歩20分[2]
- バス
  - 東武鉄道太田駅から広域公共バス「あおぞら」で「運動公園野球場前」下車[17]
  - JR及び秩父鉄道熊谷駅から矢島タクシーの一般路線バス「おおたCityシャトル500」で「BUSターミナルおおた」下車し、そこから徒歩20分
- 自動車
  - 東武鉄道太田駅よりタクシーで約10分[1][17]
  - JR及び秩父鉄道熊谷駅よりタクシーで約40分[1]
  - 北関東自動車道・太田桐生インターチェンジより10分[2]